# چوکون کیرتسو: جیتسوروکو چوشینگورا
چوکون کیرتسو: جیتسوروکو چوشینگورا (به ژاپنی: 忠魂義烈 実録忠臣蔵, Chūkon giretsu: Jitsuroku Chūshingura) یک فیلم در ژانر صامت به کارگردانی ماکینو شوزو است که در سال ۱۹۲۸ منتشر شد.